# Walerija Walerjewna Tschepsarakowa
Walerija Walerjewna Tschepsarakowa (russisch Валерия Валерьевна Чепсаракова; * 31. Januar 1989 bei Kemerowo) ist eine russische Ringerin. Sie wurde 2009 Junioren-Weltmeisterin und 2013 Europameisterin in den Gewichtsklassen bis 51 bzw. 48 kg Körpergewicht.

## Werdegang
Walerija Tschepsarakowa begann im Jahre 2002 mit dem Ringen. Sie gehört dem Sportclub Dynamo Osseniki an und wird von Grigori Braiko trainiert. Sie ist Sportstudentin und ringt bei einer Größe von 1,60 Metern in den Gewichtsklassen bis 48 bzw. 51 kg Körpergewicht.
Ihr Debüt auf internationalen Meisterschaft gab sie im Jahre 2007. Sie wurde dabei in Belgrad Junioren-Europameisterin in der Gewichtsklasse bis 51 kg vor Dominika Osocka, Polen und Oleksandra Kohut, Ukraine. Bei der Junioren-Weltmeisterschaft 2007 in Peking verlor sie jedoch gleich ihren ersten Kampf gegen Michaele Munteanu aus Rumänien, womit sie ausschied und nur den 15. Platz belegte. 2008 belegte sie bei der Junioren-Europameisterschaft in Kosice in der Gewichtsklasse bis 51 kg hinter Julija Blahynja, Ukraine und Marina Milewskaja, Belarus den 3. Platz. Zum erfolgreichsten Jahr in ihrer Karriere als Juniorenringerin wurde das Jahr 2009. Walerija Tschepsarakowa gewann in diesem Jahr zunächst in Tiflis den Europameistertitel vor Angela Dorogan, Republik Moldau, Dominika Osocka und Aurelie Basset, Frankreich und danach in Ankara auch noch den Junioren-Weltmeistertitel vor Sulfija Jachajrowa, Kasachstan, Hedia Trabelsi, Tunesien und Dawaasüchiin Otgontsetseg, Mongolei. Beide Titel gewann sie in der Gewichtsklasse bis 51 kg.
Ab dem Jahre 2010 war sie in der Seniorenklasse. Sie belegte in diesem Jahr bei der russischen Meisterschaft in der Gewichtsklasse bis 48 kg hinter Aljona Morewa und Ljubow Kusmina den 3. Platz. In den Jahren 2011 und 2012 konnte sie sich bei diesen Meisterschaften nicht im Vorderfeld platzieren. Sie kam deshalb in den Jahren 2010 bis 2012 zu keinen Einsatz bei internationalen Meisterschaften. Zu Beginn des Jahres 2013 trumpfte sie dann mit zwei Turniersiegen in Klippan und in Krasnojarsk auf und wurde deswegen vom russischen Ringerverband zur Europameisterschaft nach Tiflis entsandt. Auch dort war sie in Bestform und wurde in der Gewichtsklasse bis 48 kg mit Siegen über Alina Ryschowa, Belarus, Jaqueline Schellin, Deutschland, Sümeyya Sezer, Türkei und Jana Stadnik, Großbritannien, neue Europameisterin. Bei der russischen Meisterschaft 2013 unterlag sie im Finale gegen Jelena Wostrikowa. Sie wurde deshalb bei der Weltmeisterschaft dieses Jahres nicht eingesetzt, ging aber bei der Universiade in Kasan an den Start und kam dort hinter Eri Tosaka, Japan und Patimat Bagomedowa, Aserbaidschan, auf den 3. Platz.

## Internationale Erfolge
| Jahr | Platz | Wettbewerb                                      | Gewichtsklasse | Ergebnisse |
| 2007 | 9.    | Großer Preis von Deutschland in Dormagen        | bis 51 kg      | Siegerin: Erica Sharp, Kanada vor Marina Markewitsch, Belarus                                                                                   |
| 2007 | 1.    | Junioren-EM in Belgrad                          | bis 51 kg      | vor Dominika Osocka, Polen, Michaela Munteanu, Rumänien und Oleksandra Kohut, Ukraine                                                           |
| 2007 | 15.   | Junioren-WM in Peking                           | bis 51 kg      | nach einer Niederlage gegen Michaela Munteanu                                                                                                   |
| 2008 | 3.    | Großer Preis von Deutschland in Dormagen        | bis 51 kg      | hinter Sabina Magnusson, Schweden und Tatjana Amansckol-Bakatschuk, Kasachstan und Aym Abdildina, Kasachstan                                    |
| 2008 | 3.    | Junioren-EM in Kosice                           | bis 51 kg      | hinter Julija Blahynja, Ukraine und Marina Milewskaja, Belarus, gemeinsam mit Dilek Atakol, Türkei                                              |
| 2009 | 5.    | "Iwan-Yarigin"-Memorial in Krasnojarsk          | bis 51 kg      | hinter Jekaterina Sergejewna Krasnowa, Russland, Tatjana Amanschol-Bakatschuk, Marina Wilmowa, Russland und Dawaasüchiin Otgontsetseg, Mongolei |
| 2009 | 2.    | Großer Preis von Deutschland in Dormagen        | bis 51 kg      | hinter Jessica MacDonald, Kanada, vor Sofia Mattsson, Schweden und Jekaterina Krasnowa                                                          |
| 2009 | 1.    | Junioren-EM in Tiflis                           | bis 51 kg      | vor Angela Dorogan, Republik Moldau, Dominika Osocka und Arelie Basset, Frankreich                                                              |
| 2009 | 1.    | Junioren-WM in Ankara                           | bis 51 kg      | vor Sulfija Jachjarowa, Kasachstan, Hedia Trebelsi, Tunesien und Otgontsetseg Davaasuch                                                         |
| 2010 | 2.    | Pokalturnier in Tschechow                       | bis 51 kg      | hinter Clarissa Chun, USA, vor Natalja Wassilejewa und Tatjana Samkowa, beide Russland                                                          |
| 2012 | 5.    | Intern. Turnier in Kiew                         | bis 48 kg      | hinter Maria Stadnik, Aserbaidschan, Irina Melnik-Merleni, Ukraine, Nina Hemmer, Deutschland und Ljudmila Baluschka, Ukraine                    |
| 2012 | 3.    | "Moscow Lights"                                 | bis 48 kg      | hinter Natalja Pulkowska, Ukraine und Patimat Bagomedowa, Aserbaidschan                                                                         |
| 2013 | 1.    | "Iwan-Yarigin"-Golden-Grand-Prix in Krasnojarsk | bis 48 kg      | vor Jelena Wostrikowa, Russland, Yuka Yago, Japan und Tsogtbadsaryn Enchdschargal, Mongolei                                                     |
| 2013 | 1.    | Klippan-Lady-Open                               | bis 48 kg      | vor Michrniso Nurmatowa, Kirgisistan, Erin Golston, USA und Mai Sasaki, Japan                                                                   |
| 2013 | 1.    | EM in Tiflis                                    | bis 48 kg      | nach Siegen über Alina Ryschowa, Belarus, Jaqueline Schellin, Deutschland, Sümeyya Sezer, Türkei und Jana Stadnik, Großbritannien               |
| 2013 | 2.    | Großer Preis von Deutschland in Dormagen        | bis 48 kg      | hinter Jelena Wostrikowa, vor Milana Dadaschewa, beide Russland und Jaqueline Schellin                                                          |
| 2013 | 3.    | Universiade in Kasan                            | bis 48 kg      | hinter Eri Tosaka, Japan und Patimat Bagomedowa, gemeinsam mit Maria Liwatsch, Ukraine                                                          |

## Russische Meisterschaften
| Jahr | Platz | Altersklasse | Gewichtsklasse | Ergebnisse                                                             |
| 2009 | 1.    | Juniorinnen  | bis 51 kg      | vor Anastaija Korjagina, Olga Besrukowa und Marina Ojdopowa            |
| 2010 | 3.    | Seniorinnen  | bis 48 kg      | hinter Aljone Morewa und Ljubow Kusmina, gemeinsam mit Tatjana Samkowa |
| 2013 | 2.    | Seniorinnen  | bis 48 kg      | hinter Jelena Wostrikowa, vor Nadeschda Fedorowa und Ljubow Kusmina    |

Erläuterungen
- alle Wettbewerbe im freien Stil
- WM = Weltmeisterschaft, EM = Europameisterschaft